# Joachim Meischner
Joachim Meischner (Zwönitz, 13 de agosto de 1946) es un deportista alemán que compitió para la RDA en biatlón.
Participó en los Juegos Olímpicos de Sapporo 1972, obteniendo una medalla de bronce en la prueba por relevos.

## Palmarés internacional
| Juegos Olímpicos | Juegos Olímpicos | Juegos Olímpicos  | Juegos Olímpicos |
| Año              | Lugar            | Medalla           | Prueba           |
| ---------------- | ---------------- | ----------------- | ---------------- |
| 1972             | Sapporo (Japón)  | Medalla de bronce | Relevos          |